# Разградски височини
Разградските височини са платовидно възвишение в Североизточна България, Източната Дунавска равнина, области Разград, Търговище и Русе. Името на платото идва от разположения в североизточните им периферии град Разград.
Разградските височини се издигат в най-югозападната част на Източната Дунавска равнина между долините на реките Черни Лом (на запад и югозапад), която ги отделя от Поповските височини Бели Лом (на север, североизток и изток), която ги отделя от Лудогорското плато и Самуиловските височини. На юг, в района на село Дралфа се свързват с Лилякското плато. Максималната дължина на височините от северозапад на югоизток е 55 – 60 км, а максималната му ширина от североизток на югозапад – 20 – 25 км. Максималната височина е връх Канарата (479.3 м) е разположена в южната част на платото, на 2,7 км югоизточно от село Тръстика, Община Попово. Около 1 км по-източно е в. Голямата липа (481.8 м)(43.4242 сш; 26.4709 ид), който всъщност е и най-високата точка.
Южните склонове на Разградските височини са по-стръмни от северните, които се спускат полегато и са разчленени от десните притоци на река Черни Лом и левите притоци на Бели Лом – Малки Лом, Долапдере (Хлебаровска река) и др. В южната си, най-висока част височините са вододел между басейните на реките Русенски Лом и Камчия. От тази най-висока част, около връх Канарата извират реките Бели Лом (река) и Малки Лом (от басейна на Русенски Лом) и Керизбунар, ляв приток на река Врана (от басейна на Камчия).
Разградските височини имат ерозионно-денудационен релеф, моделиран върху северозападния полегат склон на Севернобългарското сводово издигане. Плоското било е остатък от денудационна повърхнина. Изградено е от долнокредни варовико-песъчливи и мергелни пластове.
Климатът е умерено-континентален със сравнително студена зима и топло лято. Почвите са сиви горски, тук-таме обрасли с редки гори от дъб, цер и габър. Като цяло растителността е силно антропогенно изменена и големи части са заети от обработваеми земи.
В Поповските височини и по тяхната периферия са разположени 32 населени места, в т.ч 2 града и 30 села:
- Област Разград – 2 града (Разград и Цар Калоян) и 14 села;
- Област Търговище – 12 села;
- Област Русе – 4 села.[1]

През Разградските височини преминават 5 пътя от Държавната пътна мрежа:
- В северната, ниска част, от село Писанец до Разград, на протежение от 27,8 км участък от първокласен път № 2 Русе – Разград – Шумен – Варна;
- В източната част, от село Манастирско до Разград, на протежение от 15,3 км участък от второкласен път № 49 Търговище – Разград;
- В най-северозападната част на височините, между селата Нисово и Кацелово, на протежение от 17,6 км, участък от третокласен път № 202 от Държавната пътна мрежа Русе – Опака – Попово;
- В централната, най-висока част на височините от Разград до село Кардам, на протежение от 28,9 км участък от третокласен път № 204 Разград – Попово – Антоново;
- В най-източната част на височините от Разград до село Студенец, на протежение от 15,3 км участък от третокласен път № 206 Разград – Лозница.[1]

## Топографска карта
- Лист от карта K-35-17. Мащаб: 1 : 100 000.
- Лист от карта K-35-18. Мащаб: 1 : 100 000.